# Danielle Savre
Danielle Kathleen Savre (ur. 26 sierpnia 1988 w Simi Valley w Kalifornii) – amerykańska aktorka, piosenkarka i tancerka.

## Filmografia
- Murphy's Dozen (2001) jako Cassidy
- One on One  (1 odcinek, 2001) jako Brittany
- Z Archiwum X (1 odcinek, 2002) jako Marcia Brady
- Uziemieni (4 odcinki, 2002-04) jako Hannah i Courtney
- CSI: Kryminalne zagadki Las Vegas (1 odcinek, 2004) jako Amy Keaton
- Summerland  (10 odcinków, 2004-05) jako Callie
- Czarodziejki (1 odcinek, 2005) jako Glamour
- Podkomisarz Brenda Johnson (1 odcinek, 2005) jako Gretchen Schiller
- You've Reached the Elliots (2006) jako Amanda Elliot
- Zwariowany świat Malcolma (1 odcinek, 2006) jako Heidi
- Krok od domu (1 odcinek, 2006) jako Amanda Roth
- Bring It On: All or Nothing (2006) jako Brianna
- Herosi  (8 odcinków; 2006, 2009-10) jako Jacqueline „Jackie” Wilcox
- W świecie kobiet (2007) jako Nastolatka
- The Final Season (2007) jako Cindy Iverson
- Boogeyman 2 (2007) jako Laura Porter
- Kaya (10 odcinków, 2007) jako Kaya Harris
- Różnica pokoleń (2008) jako Jenny
- American Primitive (2009) jako Madeline Goodhart
- W sercu Hollywood (13 odcinków, 2012) jako Lia
- Avouterie (2015) jako Ashley / żona Samuela
- Wild for the Night (2016) jako det. Lewis
- Too Close to Home[1] (13 odcinków, 2016-17) jako Anna
- Ozn@czone (13 odcinków, 2016-17) jako panna Dawson
- Piekielna głębia 2[1] (film DVD, 2018) jako Misty Calhoun
- Jednostka 19 (główna obsada, od 2018) jako Maya[1]